# Георгій Асанідзе
Георгій Асанідзе (груз. გიორგი ასანიძე; нар. 30 серпня 1975, Сачхере, Імереті, Грузинська РСР) — грузинський важкоатлет, олімпійський чемпіон, чемпіон світу.

## Біографія
Випускник Академії фізичної культури в Тбілісі.
Виступав за клуб «CLKS Mazowia» (Польща).
Був прапороносцем збірної Грузії на Олімпійських іграх: у 2000 р.
Найкращий спортсмен Грузії 2000 та 2001 років.
У жовтні 2004 року обраний депутатом парламенту Грузії від Єдиного Національного Руху.

## Спортивні досягнення
- Чемпіон Олімпійських ігор 2004 р. в Афінах (382,5 кг: 177,5 + 205,0) в напівважкій вазі (до 85 кг).
- Бронзовий призер Олімпійських ігор 2000 р. в Сіднеї в напівважкій вазі (390,0).
- Чемпіон світу 1998 р. в ривку (168,0) в середній вазі (до 77 кг).
- Чемпіон світу 2001 р. в напівважкій вазі у поштовху (210,0), в ривку (180,0), в двоборстві (390,0).
- Чемпіон світу 2002 р. в напівважкій вазі в ривку (177,5).
- Срібний призер Чемпіонату світу 1999 р. в ривку (177,5).
- Срібний призер Чемпіонату світу 2002 р. в двоборстві (385,0).
- Чемпіон Європи 2000 р. в напівважкій вазі в двоборстві (390,0 кг).
- Чемпіон Європи 2001 р. в напівважкій вазі в двоборстві (380,0 кг).
- Чемпіон Європи 2002 р. в напівважкій вазі в двоборстві (380,0 кг).

Встановив два світові рекорди в ривку — по одному в середній вазі у 1998 році і в напівважкій вазі в 2000 році.

## Нагороди
- Президентський орден Сяйво (Грузія, 2018)[4]